# Ⱨ
Ⱨ ، ⱨ یا H ِ دنباله‌دار یکی از حروف الفبای لاتین است. از این حرف در زبان اویغوری برای نشان‌دادن [h] (ه) استفاده می‌شد. لازم به ذکر است که در این زبان برای نشان‌دان آوای [x] (خ) از H بهره‌می‌بردند. 
در اوایل دههٔ ۱۹۶۰ میلادی، هنگامی که برای نگارش زبان اویغوری خط عربی را کنارنهادند و لاتین را جای‌گزین‌اش کردند، از این حرف استفاده‌کردند. سپس میان سال‌های ۱۹۸۴-۱۹۸۶ میلادی، خط لاتین را کنار گذاشتند و دوباره استفاده از خط عربی را از سر گرفتند، و برای نشان دادن این آوا نیز از حرف ه بهره گرفته‌شد.